# Миодраг Радулович
Миодраг Радулович (чорн. Miodrag Radulović / Миодраг Радуловић, нар. 23 жовтня 1967, Подгориця) — югославський футболіст, що грав на позиції півзахисника. По завершенні ігрової кар'єри — чорногорський тренер.

## Ігрова кар'єра
Народився 23 жовтня 1967 року в місті Тітоград. Вихованець футбольної школи клубу «Будучност» з рідного міста. У дорослому футболі дебютував 1988 року виступами за команду другого дивізіону Югославії «Сутьєска», але з наступного року став виступати у вищому дивізіоні країни за рідну «Будучност».
1991 року уклав контракт з «Хайдуком» (Кула), у складі якого провів наступні два роки своєї кар'єри гравця. Після цього з 1993 року один сезон захищав кольори клубу «Земун».
В результаті югославських воєн вирішив покинути країну і пограв за грецький «Пієрікос» та шведський «Дегерфорс». Завершив професійну кар'єру футболіста виступами за команду «Дегерфорс» у 1997 році.

## Кар'єра тренера
Розпочав тренерську кар'єру 2001 року, працюючи асистентом Николи Ракоєвича спочатку у «Зеті», де пропрацював з 2001 по 2003 рік, а потім і боснійському «Бораці» (Баня-Лука).
Після цього став асистентом Владимира Петровича у молодіжній збірній Сербії та Чорногорії, з якою став віце-чемпіоном Європи 2004 року, а також учасником футбольного турніру на Олімпійських іграх того ж року. В подальшому Радулович став головним тренером юнацької збірної Сербії та Чорногорії, яку тренував один рік.
2006 року знову став асистентом, працюючи у штабі співвітчизника Желько Петровича в португальській «Боавішті». Після чого протягом 3 років, починаючи з 2007 року, був головним тренером команди новоствореної юнацької збірної Чорногорії.

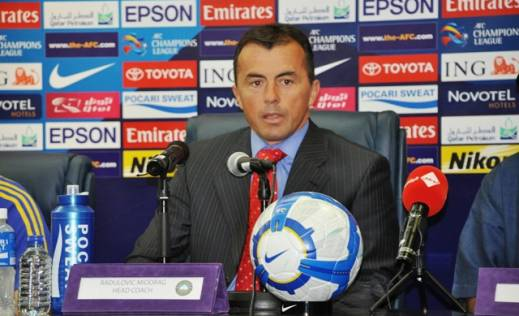
Миодраг Радулович під час роботи з «Пахтакором».

У січні 2010 року Радулович очолив «Пахтакор», з яким вийшов у плей-оф Ліги чемпіонів АФК. Втім 3 травня, лише за тиждень до зустрічі 1/8 фіналу турніру з катарською «Аль-Гарафою», він подав у відставку, посилаючись на сімейні причини і те, що його запросили працювати в «європейському клубі з багатою історією і великими амбіціями близького друга». Цем клубом виявилось «Динамо» (Москва), де Радулович працював по квітень 2011 року в статусі асистента у свого співвітчизника Миодрага Божовича. 21 квітня 2011 року на офіційному сайті клубу оголосили про розірвання контракту з Божовичем за взаємною згодою сторін. У відставку пішов і тренерський штаб.
Після невдалої кар'єри в Росії повернувся на батьківщину і у сезоні 2011/12 працював головним тренером рідної «Будучності». Під його керівництвом команда стала чемпіоном Чорногорії.
У червні 2012 року Радулович очолив кувейтську «Казму», а влітку 2013 року був запрошений в казахстанський «Атирау». За підсумками сезону 2013 року клуб посів 8-е місце, після чого Миодраг покинув посаду.
1 березня 2014 року Радулович став головним тренером кувейтської «Аль-Джахри», де працював до 30 квітня 2015 року. А з 1 травня 2015 року він був запрошений на посаду тренера національної збірної Лівану, з якою вийшов у фінальну частину Кубка Азії 2019 року. Це був історичний перший вдалий прохід кваліфікаційного раунду для ліванців, оскільки до цього збірна зіграла на континентальній першості лише одного разу — на домашньому турнірі 2000 року, куди напряму потрапила як господар змагань. Крім цього під керівництвом чорногорського фахівця збірна досягла свого найкращого в історії місця в рейтингу ФІФА — 77 позиція. На Кубку Азії 2019 ліванці здобули свої історичні перші очки у фінальних частинах континентальної першості, обігравши з рахунком 4:1 у заключній грі групового етапу збірну Північної Кореї. Однак цих трьох очок виявилося недостатньо аби пробитися до плей-оф. Згодом було оголошено, що ліванці не подовжитимуть контракт із чорногорським фахівцем, який добігав завершення 1 травня 2019 року.
Наприкінці квітня 2019 року Радулович був призначений головним тренером збірної М'янми, однак вже за півроку був звільнений через незадовільні результати.

## Досягнення

### Тренерські
- Чемпіон Чорногорії: 2011-12

## Особисте життя
Миодраг Радулович одружений і має двох синів. Крім чорногорської мови, володіє сербською, англійською, російською та грецькою мовою. Він також є одним з викладачів школи тренерів УЄФА та Футбольного союзу Чорногорії.